# Kirchstraße 4 (Mammendorf)

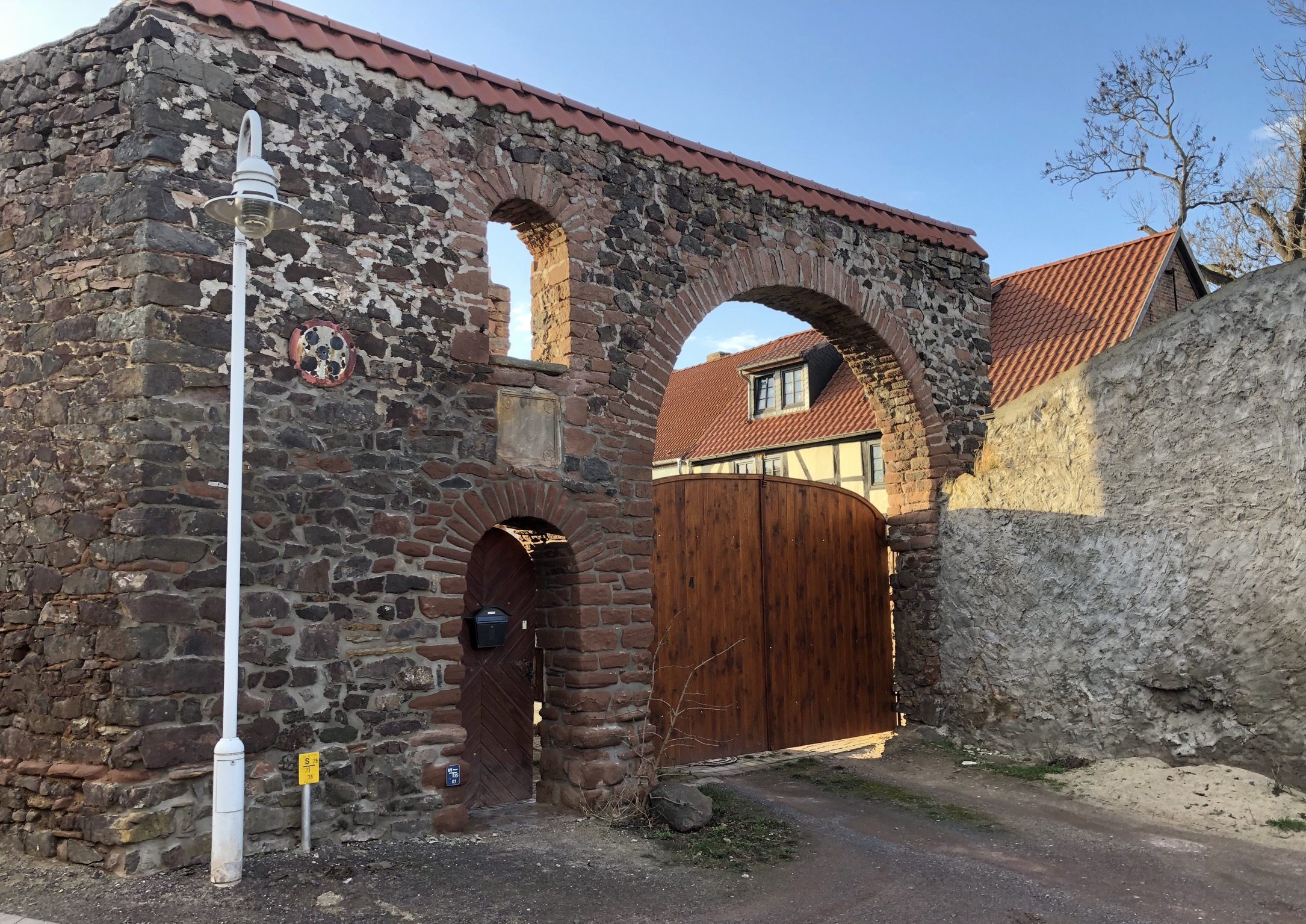
Kirchstraße 4, Blick auf den Torbogen, im Hintergrund das Wohnhaus, 2019

Das Gebäude Kirchstraße 4 ist ein denkmalgeschütztes Wohnhaus in der Gemeinde Hohe Börde in Sachsen-Anhalt.

## Lage
Es befindet sich im Ortsteil Mammendorf nördlich der St.-Andreas-Kirche. In der Vergangenheit bestand die Adressierung Schulstraße 4a.

## Architektur und Geschichte
Das große zweigeschossige Wohnhaus wurde im späten 18. oder frühen 19. Jahrhundert errichtet. Während das Erdgeschoss in massiver Bauweise entstand, wurde das Obergeschoss in Fachwerkbauweise ausgeführt. Die Holzfenster des Hauses sind im Original erhalten (Stand 2001).
Zur Straße hin besteht ein großer aus Bruchsteinen gemauerter Torbogen mit seitlicher Pforte.
Im örtlichen Denkmalverzeichnis ist das Wohnhaus unter der Erfassungsnummer 094 18288 als Baudenkmal eingetragen.